# Analogie des calendriers julien et grégorien
 (mai 2023).
Si vous disposez d'ouvrages ou d'articles de référence ou si vous connaissez des sites web de qualité traitant du thème abordé ici, merci de compléter l'article en donnant les références utiles à sa vérifiabilité et en les liant à la section « Notes et références ».
L'analogie des calendriers julien et grégorien se réfère à la forme quasi identique que revêtent, en vertu de leur même origine, le calendrier julien et le calendrier grégorien. Mais, alors qu'ils comportent les mêmes dates, celles-ci sont décalées dans le temps. 
Ce décalage étant seulement de quelques jours, une pratique courante consiste à reprendre les dates commémoratives telles quelles dans le calendrier grégorien, lors de la conversion depuis le calendrier julien. Ainsi, un 18 mars du calendrier julien deviendra un… 18 mars dans le calendrier grégorien, même si dans les deux calendriers, ces dates correspondent à des jours différents. 
Ceci correspond au consensus, ou aux coutumes, des historiens qui conservent la forme julienne des dates d'avant l'introduction du calendrier grégorien, or cette transition a duré plus de quatre siècles. Ce qui de prime abord semblerait être simple devient donc compliqué aussitôt que l'on désire tenir un compte précis des jours.
Cette conservation des dates par analogie concerne l'Histoire et particulièrement la période du passage du calendrier julien au calendrier grégorien. Elle concerne aussi l'histoire de l'astronomie qui date les événements célestes très anciens avec précision. L'Église orthodoxe, à ce jour partagée entre les deux calendriers, est également vivement concernée.
L'étude de la question met clairement en évidence le besoin de préciser lequel des calendriers on utilise, à chaque fois qu'une date est indiquée dans une circonstance ambiguë.

## Exemples
- William Shakespeare (écrivain anglais) et Miguel de Cervantes (écrivain espagnol) sont morts à la même date (23 avril 1616), mais pas pendant la même journée.
- Du fait de la suppression de dix jours, sainte Thérèse d'Ávila est morte dans la nuit du 4 au 15 octobre 1582[1].
- Un document anglais daté du 10 janvier 1603 est en fait postérieur à un document français ou espagnol daté du 15 janvier de cette même année.
- Isaac Newton est né en 1642 en Grande-Bretagne mais pour les pays sous calendrier grégorien il est né en 1643. De même, et selon les auteurs, il est mort le 20 mars 1726 et/ou le 31 mars 1727[1].

## Historique
Pour comprendre la nature du problème, il faut se tourner vers l'histoire. L'ajustement grégorien admet que le jeudi 4 octobre 1582 est immédiatement suivi par le vendredi 15 octobre 1582 et qu'en conséquences, les 5, 6, 7, 8, 9, 10, 11, 12, 13 et 14 octobre 1582 sont des dates aussi inexistantes que le 29 février 2006. En effet, la réforme calendaire du pape Grégoire XIII prétendait ajuster le calendrier julien et non le remplacer par un autre. Elle était faite dans l'esprit du calendrier romain que les empereurs modelaient à leur guise. L'ancienne forme (julienne) était abolie et censée disparaître avec la mise en place simultanée de la nouvelle. En fait, la réforme grégorienne fut appliquée immédiatement (4 octobre 1582 suivi du 15 octobre 1582)  en Espagne, au Portugal et dans les possessions italiennes de Philippe II (roi d'Espagne), ainsi qu'en Pologne, outre les États pontificaux.
Mais, contrairement à la Rome antique de César qui instaura le calendrier julien, ou d'Auguste qui le restaura,  l'Europe du XVIe siècle n'était unie ni politiquement, ni religieusement puisque la Réforme protestante s'opposait au Catholicisme. Enfin, les communications y étaient bien plus lentes que de nos jours. Aussi, l'ajustement grégorien n'a pas été immédiatement adopté dans toute l'Europe ni dans le monde. En France, c'est le 9 décembre 1582, qui fut suivi du 20 décembre 1582. Ce qui signifie qu'entre octobre et décembre 1582, la France eut dix jours de décalage avec les pays précédents cités.
Pour les Passage_du_calendrier_julien_au_calendrier_grégorien#Europe autres pays d'Europe, souvent protestants ou orthodoxes, le décalage s'est prolongé
La conséquence en est l'apparition de plusieurs calendriers quasi identiques (sur l'année) mais décalés. Les 5, 6, 7, 8, 9, 10, 11, 12, 13 et 14 octobre 1582 ont en fait existé, pour ceux qui ont fait le passage au calendrier grégorien et ont aussi supprimé le même nombre de jours (ou davantage) plus tard. Même si aujourd'hui, la réforme imposée par Grégoire XIII a abouti, malgré l'opposition des protestants et de nombreux scientifiques à l'époque, pour l'historien, le risque de confusion est perpétuel, puisque les dates d'avant le passage au calendrier grégorien restent selon le calendrier julien.
Ceci sans minorer les autres formes de calendrier, dont le calendrier romain antérieur ou le calendrier républicain

## Commémorations annuelles
La commémoration d'un évènement, chaque année à la même date, se fait en général à la date de l'évènement lui-même. Mais si l'évènement en question s'est produit à une époque où l'on utilisait le calendrier julien (époque plus ou moins ancienne selon les pays), alors on conserve, le plus souvent, la même date, même si elle est fausse du point de vue du nouveau calendrier. Ainsi, le calendrier liturgique catholique a été simplement décalé par l'adoption du calendrier grégorien sans aucun recalcul des dates. L'avantage est évident : on garde le même calendrier qu'on utilise simplement à un autre moment qu'avant. Quant au décalage des jours, cela préoccupe peu de monde : il faut considérer important que l'évènement ait eu lieu un nombre entier d'années avant sa commémoration annuelle.
L'Église orthodoxe, dont la partie occidentale utilise le calendrier grégorien et la partie orientale le calendrier julien, se sert en réalité d'un seul calendrier liturgique mais qui est appliqué avec 13 jours de décalage selon l'endroit.
Il en va différemment pour des évènements qui ont eu lieu peu avant le changement de calendrier et pour lesquels on se souvenait encore bien du moment où ils se sont produits, raison pour laquelle ils ont été naturellement recalculés dans le calendrier grégorien. On notera en particulier :
- Les commémorations de l'Escalade genevoise en Suisse ;
- La Révolution d'Octobre en Russie s'est produite dans la nuit du 24 au 25 octobre julien en vigueur alors en Russie) qui est la nuit du 6 au 7 novembre grégorien. Voilà pourquoi la Révolution d'Octobre était fêtée en novembre en Union soviétique ;
- La fête nationale espagnole, chaque 12 octobre, célèbre la Découverte et exploration de l'Amérique (ou Conquête de l'Amérique) initiée par le débarquement de Christophe Colomb la nuit du 11 au 12 octobre 1492. Or, ce jour historique est 60 ans avant l'instauration du calendrier grégorien. Dans ce dernier, lui correspond en fait le 22 octobre.

## Calendrier grégorien rétroactif
Recalculer toutes les dates d'avant la réforme grégorienne serait cohérent avec le postulat du nouveau calendrier qui considère que le calendrier julien est tout simplement faux. En effet, la seule motivation raisonnable du calendrier grégorien est de corriger les trois jours de retard que le calendrier julien prendrait tous les quatre siècles. L'ajustement grégorien revient même sur le retard antérieur, puisqu'il supprime les jours qui s'étaient accumulés depuis 13 siècles au moment de l'ajustement. Il se donne donc une dimension rétroactive (voir Calendrier grégorien proleptique). La logique voudrait donc qu'il recalcule aussi les anciennes dates. Logique, qui porterait cependant à confusion car on devrait alors attribuer une nouvelle date à des évènements clairement datés depuis longtemps, ce que l'on évite de faire, préférant incorporer les dates par analogie, comme si on utilisait le calendrier grégorien rétroactivement, alors qu'on utilise en fait le calendrier julien, au lieu de les recalculer vers le calendrier grégorien proleptique.
L'historien est donc contraint de travailler avec les deux calendriers similaires ou, si l'on préfère, avec un calendrier juliano-grégorien où les dates sont de l'un ou de l'autre des calendriers selon la période. Mais comme la période de chaque calendrier se prolonge de manière différente selon le pays, et puisqu'il peut y avoir coexistence des deux calendriers, il faut indiquer le calendrier que l'on utilise à chaque fois que la confusion est possible. C'est exactement comme pour l'heure qui doit être accompagnée de l'indication du fuseau horaire pour être bien comprise.

## Dates historiques en informatique
Le problème se pose dans le format de dates en informatique, où certains programmes se basent sur le calendrier grégorien proleptique, c'est-à-dire qui remonte avant la réforme du pape Grégoire. On pourrait croire qu'il n'y a pas de problème, à saisir des dates juliennes dans un champ prévu pour une date grégorienne, ces dates n'utilisent-elles pas le même format de jour, mois et année ? Le problème est que, si ces champs admettent les dates du 5, 6, 7, 8, 9, 10, 11, 12, 13 et 14 octobre 1582 omises par l'ajustement grégorien, en revanche, ils ne reconnaissent pas les dates supplémentaires du 29 février des années 300, 500, 600, 700, 900, 1000, 1100, 1300, 1400 et 1500 qui ont pourtant existé dans le calendrier julien de l'époque. Rappelons que ces dates, comme toutes celles du Moyen Âge, sont usuellement intégrées et non recalculées au calendrier grégorien. Toutes sortes d'erreurs résultent de l'absence de ces dates, comme l'application d'un mauvais jour de semaine ou un mauvais compte de jours entre deux dates. De tels formats de dates sont inutilisables pour des besoins historiques poussés.
Les environnements et formats informatiques utilisant le format de date grégorien proleptique sont :
- ISO 8601
- FileMaker Pro